# 硬體安全
硬體安全（hardware security）是和密碼學有關的領域，和硬體設計、存取控制、安全多方计算、安全密鑰儲存、確認代碼真實性有關，並且確保產品零件的供應鏈也符合相關的要求。
硬件安全模块（HSM）是實體的計算裝置，監管及管理用在強認證的數位簽章，並且提供安全加密協處理器。這些模組以往是用連接到电子计算机或服务器的外接卡或是外部裝置來進行。
有些供應者認為硬件安全和軟體安全的差異在於：硬件安全是用「非图灵机」邏輯（组合逻辑电路或有限状态机）來實現。有一種實現方式稱為hardsec，是用现场可编程逻辑门阵列（FPGA）來實現非图灵机的安全控制，也可以配合軟體的彈性，結合軟體及硬體的安全性。
硬體後門是類似軟體後門的概念，是指在硬件上預留，可以有進階功能的介面。和這個概念有關的是木馬硬體（HT），是電路上惡意的修改，在有關積體電路的議題可能會提及此一概念。
物理不可複製函數（PUF）是物體實體，封裝在物理性的結構中，很容易評估，但很難預測結果。而且，實體無法複製函數要很容易製造，但在實務上要作到幾乎無法複製，就算是完全一樣的生產方式也會有不一樣的成品。這個類似是硬體上的單向函數。「物理不可複製函數」（PUF）的名稱可能會造成誤解，有些PUF可以複製，但大部份的PUF的雜訊很大，無法滿足數學函數的要求。現今的PUF多半會放在集成电路中，會用在有高度資訊安全要求的應用中。

## 外部連結
- Hardsec: practical non-Turing-machine security for threat elimination "Hardsec" concept outline （页面存档备份，存于）